# Nez Perce megye
Nez Perce megye az Amerikai Egyesült Államokban, azon belül Idaho államban található. Megyeszékhelye Lewiston, legnagyobb városa Lewiston. Lakosainak száma 42 090 fő (2020. április 1.). Nez Perce megye Latah, Lewis, Clearwater, Idaho, Wallowa, Asotin és Whitman megyékkel határos.

## Népesség
A megye népességének változása:
| Lakosok száma | 39 315 | 39 429 | 39 580 | 39 915 | 40 048 | 42 090 |
|               | 2010   | 2011   | 2012   | 2013   | 2015   | 2020   |